# Anticarsia
Anticarsia é um gênero de traça pertencente à família Noctuidae.